# Ovipennis dudgeoni
Ovipennis dudgeoni là một loài bướm đêm thuộc phân họ Arctiinae, họ Erebidae.